# چیلر

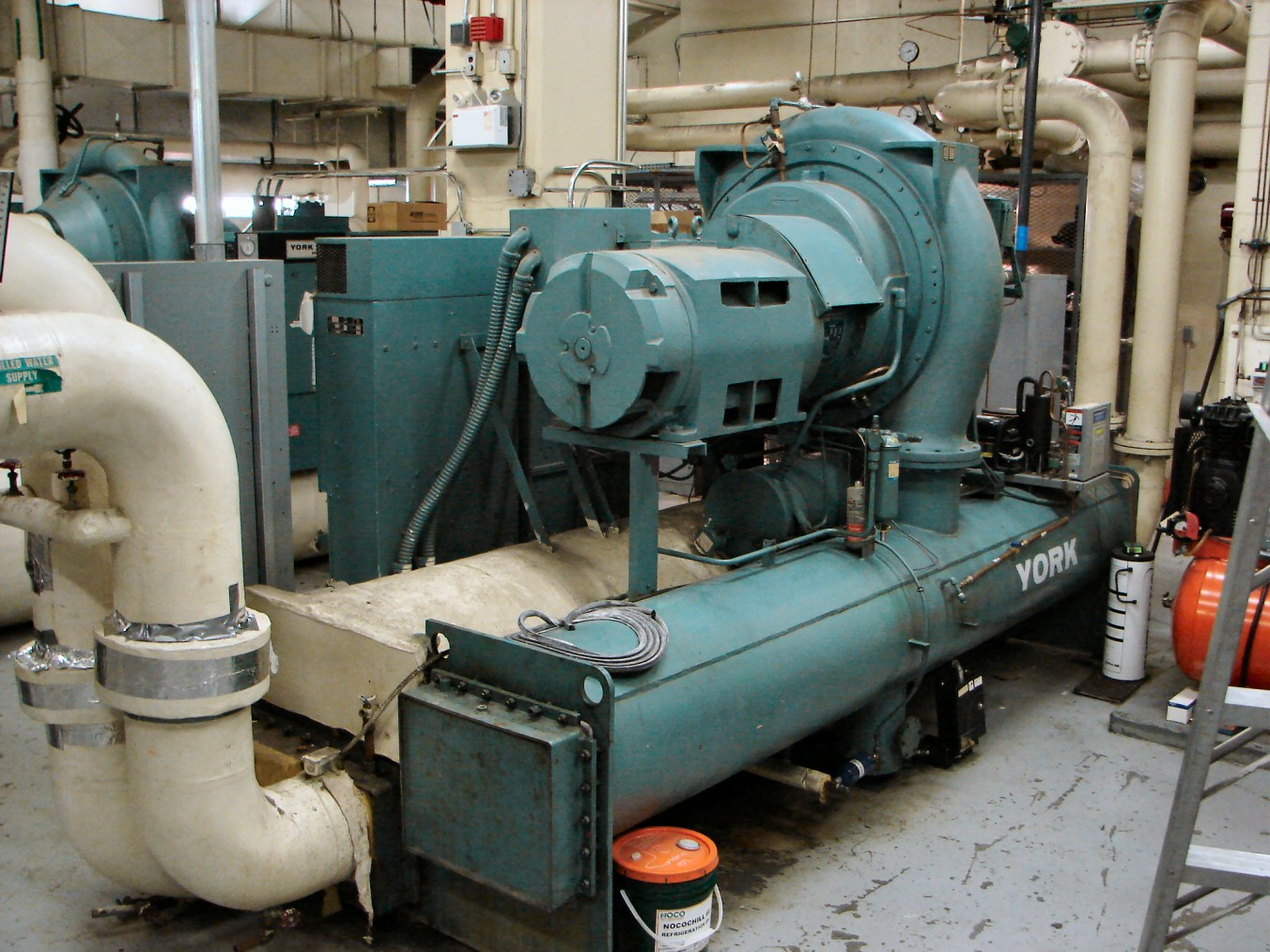
چیلر تراکمی آب خنک

چیلر یا سرد کن (به انگلیسی: Chiller) دستگاهی است که حرارت را از مایع (معمولاً آب) بر اساس سیکل تبرید تراکم بخار یا جذبی می‌زداید. این مایع می‌تواند برای خنک کاری هوا یا دستگاه‌ها (هواسازها و فن کویل‌ها) استفاده شود که معمولاً به صورت سیکل و درون یک مبدل حرارتی جریان دارد. به عنوان یک محصول جانبی مهم، حرارتی که از مایع جذب شده یا باید به محیط خارج دفع شود یا برای کارایی‌های بالاتر برای مقاصد گرمایی استفاده شود.
دستگاه‌های برش لیزری نیز برای خنک کردن سیستم خود از چیلر استفاده می‌کنند. چیلر دستگاهی مستقل از دستگاه لیزر است و برای خنک کردن سورس و هد لیزر نقش بسیار مهمی دارد.

## انواع چیلرها
در یک دسته‌بندی چیلرها به دو دسته چیلرهای تراکمی و چیلرهای جذبی تقسیم می‌شوند. شکل دیگر تقسیم‌بندی چیلرها بر اساس شکل خنک شدن ماده مبرد است که به سه دسته آب خنک، هوا خنک و تبخیری تقسیم‌بندی می‌شوند.
چیلرهای تراکمی با استفاده از انرژی الکتریکی و چیلرهای جذبی با استفاده از انرژی حرارتی باعث ایجاد برودت و سرما می‌شوند.

## چیلر تراکمی
در چیلرهای تراکمی گاز ابتدا توسط کمپرسور، متراکم می‌گردد (فشار آن افزایش میابد). این گاز سپس به کندانسور وارد شده و توسط آب یا هوای محیط، خنک شده و به مایع تبدیل می‌گردد. این مایع با عبور از شیر انبساط یا لوله موئین دچار کاهش فشار آنی شده و وارد فضای خنک‌کننده (اواپراتور) می‌شود که این کاهش فشار باعث تبخیر مایع گردیده و در نتیجه مایع سردکننده با گرفتن حرارت نهان تبخیر خود از محیط خنک‌کننده، باعث کاهش دمای فضای خنک‌کننده می‌گردد. پس از تبخیر این گاز به کمپرسور منتقل می‌شود و این سیکل تکرار می‌شود.
با عبور بخار با سرعت در یک مسیر، هوای کندانسور مکیده می‌شود. خلاء در کندانسور به علت تبدیل بخار به آب و کاهش حجم بخار نسبت به آب ایجاد می‌گردد. چیلر تراکمی هواخنک، از انواع چیلرهایی هستند که بر اساس سیکل تبرید تراکمی کار می‌کنند. عمل خنک‌سازی کندانسور در این چیلرها با عبور هوای اجباری از روی کویل انجام می‌گیرد، به همین دلیل به آن چیلر هواخنک گفته می‌شود. از این دستگاه‌ها جهت تهویه مطبوع در ساختمان‌های مسکونی، اداری، تجاری، صنعتی و همچنین در برخی صنایع جهت خنک سازی پروسه‌های تولید استفاده می‌شود.

### انواع چیلر تراکمی
- چیلر تراکمی با کمپرسور رفت‌وبرگشتی
- چیلر تراکمی با کمپرسور اسکرو
- چیلرهای تراکمی با کمپرسور اسکرال
- چیلرهای تراکمی با کمپرسور سانتریفیوژ

### کنترل‌کننده‌های فشار در چیلر تراکمی

#### کنترل فشار بالا و پایین
این وسیله جهت کنترل کردن فشار دستگاه می‌باشد، دو لوله موئین در این کنترل وجود دارد که لوله LP را به قسمت مکش کمپرسور متصل کرده و لوله HP را به قسمت فشار بالا.
در سیستم چیلر کمپرسور باید با فشار مکش و دهش معینی کار کند. هرگاه از این فشار کمتر یا بیشتر شود این کنترل عمل کرده و دستگاه را خاموش می‌کند.
کنترل فشار بالا و پایین قابل تنظیم می‌باشد.
اگر کمپرسور بر اثر فشار بالا قطع شود باید از سیستم رفع عیب شده و کلید ریست را فشار دهیم ولی اگر بر اثر فشار پایین قطع شود دوباره بر اثر افزایش گاز دستگاه روشن می‌شود.

#### کنترل فشار روغن
این وسیله جهت کنترل کردن مداوم فشار روغن کمپرسور می‌باشد. اگر در کمپرسور فشار روغن نباشد باعث صدمه دیدن آن می‌شود. کنترل روغن دارای دو لوله موئین می‌باشد که یکی از آن‌ها به قسمت ساکشن (مکش) کمپرسور و دیگری به قسمت فشار روغن کمپرسور متصل می‌شود. بین فشار مکش کمپرسور و فشار روغن باید حداقل ۱۰ psi فشار باشد در غیر این صورت کنترل روغن فرمان قطع می‌دهد. هنگامی که کنترل روغن احساس کند که فشار زیر ۱۰ psi است یک هیتر در داخل کنترل روغن شروع به گرم شدن می‌شود و پس از تقریباً ۹۰ ثانیه حرارت هیتر باعث قطع شدن جریان شده و کمپرسور خاموش می‌شود.

### ساختمان چیلر تراکمی
1. الکتروموتور: الکتروموتور میل لنگ کمپرسور را به حرکت درمی‌آورد. حرکت دورانی میل لنگ باعث حرکت رفت و برگشت پیستون در داخل سیلندر می‌گردد در نتیجه گاز مبرد در کمپرسور متراکم می‌شود.
2. کوپلینگ: جفت‌کننده محور الکتروموتور با محور میل لنگ کمپرسور است.
3. کمپرسور: گاز خروجی از اواپراتور را متراکم کرده و پس از افزایش فشار و دمای آن، مبرد را وارد کندانسور می‌کند.
4. لوله رانش: گاز خروجی از کمپرسور را به کندانسور هدایت می‌کند.
5. کندانسور: کندانسور در چیلر تراکمی می‌تواند از نوع هواخنک یا آب خنک باشد. در نوع هواخنک مبرد از طریق هوای بیرون خنک شده و از حالت گاز به مایع تغییر فاز می‌دهد. در نوع کندانسور آب خنک، مبرد از طریق در مجاورت قرار گرفتن با آب گرمای خود را از دست می‌دهد و از حالت گاز به مایع تغییر شکل می‌دهد. در کندانسور آبی نیاز به یک برج خنک‌کننده جهت خنک سازی دوباره آب در گردش کندانسور است.
6. لوله خروج مایع مبرد از کندانسور
7. شیر سرویس کندانسور: برای بستن لوله خروج مبرد از کندانسور در مواقع سرویس و تعمیرات و توقف طولانی دستگاه مورد استفاده قرار می‌گیرد.
8. شیر تغذیه ماده مبرد: برای شارژ سیستم استفاده می‌شود.
9. فیلتر درایر یا صافی رطوبت گیر: وجود مواد جامد و رطوبت در دستگاه تبرید موجب بروز اشکالاتی می‌گردد که برای جلوگیری آن از وسیله‌ای به نام فیلتر برای گرفتن مواد جامد و درایر برای گرفتن رطوبت موجود در سیستم استفاده می‌شود.
10. شیر برقی: که در صورت وصل بودن جریان الکتریکی مسیر عبور مایع مبرد را باز نگه می‌دارد این شیر برقی از ترموستات فرمان می‌گیرد.
11. شیشه رویت یا سایت گلاس: میزان تغذیه ماده مبرد در سیستم و همچنین وجود رطوبت بیش از حد را در سیستم مشخص می‌نماید.
12. اواپراتور: ماده مبرد پس از عبور از شیر انبساط وارد اواپراتور چیلر می‌شود و در داخل لوله‌های مسی تبخیر شده و به صورت بخار از اواپراتور خارج می‌شود. تبخیر در اواپراتور باعث سرد شدن آب جریانی در پوسته می‌گردد. آب سرد شده از محل بطرف هواساز و فن کویلها جریان می‌یابد و در برگشت از هواساز یا فن کویلها از محل وارد اواپراتور چیلر می‌شود.
13. شیر انبساط ترموستاتیک: که از دما و فشار گاز خروجی از اواپراتور تأثیر گرفته مقدار ماده مبرد ورودی به اواپراتور را تنظیم می‌نماید.
14. لوله مکش: که گاز خروجی از اواپراتور از طریق لوله وارد قسمت مکش کمپرسور می‌گردد.
15. تابلو وسایل اندازه‌گیری و کنترل فشار: که مانومترهای فشار زیاد و فشارکم کنترل فشار کم و زیاد و کنترل فشار روغن روی آن نصب شده‌اند.

#### برج خنک‌کننده چیلر
برج خنک‌کننده چیلر، از سیکل چرخش آب برای دفع گرمای کندانسور چیلر برای محیط استفاده می‌کند.
انواع مختلف برج خنک‌کننده چیلر شامل دسته‌های زیر هستند:
- مدار باز: مدار باز به برج‌هایی گفته می‌شود که دمای آب در تماس مستقیم با آب کاهش می‌یابد. در تأسیسات سرمایش و تهویه مطبوع ساختمان‌ها از این مورد بیشتر استفاده می‌شود.
- مدار بسته: در مدار بسته (غیر مستقیم) آب در داخل لوله‌های مبدل حرارتی با هوای محیط و آب پاشیده شده روی لوله‌ها تبادل حرارت انجام می‌دهد و دمای آن کاهش می‌یابد. از این نوع بیشتر در مناطق خشک و کم‌آب استفاده می‌شود زیرا که از مصرف کم‌تر آب برخوردار است.[۷]

بر اساس ساختار بدنه:
- برج خنک کن مکعبی فلزی: برج‌هایی با ظرفیت کم و بر اساس شکل و جنس ورق نام گذاری شده.
- برج خنک کن فایبرگلاس : با شکل خمره ای دارای تشتک و بدنه ای از جنس فایبر گلاس می‌باشد که جریان آب و هوا در این گونه برج‌ها مخالف هم می‌باشد.
- برج خنک کن ذوزنقه ای: برج‌های چوبی ذوزنقه ای شکل هستند که دارای یک فن جریان محور بزرک در قسمت فوقانی می‌باشند. معمولاً ظرفیت این گونه برج‌ها زیاد و فن دارای قطر قابل توجهی است.

### اصول کار چیلر تراکمی
اصول کار چیلر تراکمی بدین شکل می‌باشد که گاز مبرد بعد از ورود به کمپرسور توسط کمپرسور متراکم می‌شود. بعد از تراکم فشار، دمای گاز بالا می‌رود. گاز متراکم شده به واسطه کندانسور گرمای خود را به محیط یا آب داده و تقطیر می‌شود.
اکنون مبرد مایع وارد شیر انبساط شده و در این شیر بعد از افت فشار شدید وارد اواپراتور می‌شود. به خاطر افت فشار ایجاد شده، اکنون مبرد میل به تبخیر شدن دارد. در اواپراتور با تبخیر مبرد و گرفتن گرما از محیط، گاز مبرد سوپرهیت شده و به سمت کمپرسور راه می‌یابد (محیط اطراف در اواپراتور چیلر می‌تواند یا آب چیلر باشد که توسط پمپ در فن کویل‌ها به جریان می‌افتد یا می‌تواند به صورت مستقیم هوای محیط مورد نظر باشد). با ورود گاز مبرد به کمپرسور سیکل ادامه پیدا می‌کند.

## چیلر جذبی
در چیلرهای جذبی برخلاف چیلرهای تراکمی از جذب‌کننده (Absorber) و مولد حرارتی (ژنراتور) به جای کمپرسور استفاده می‌گردد. عمومی‌ترین خنک‌کننده در چیلرهای جذبی سیستم برمید لیتیم (لیتیوم برماید) است. در این سیستم، در قسمت جذب‌کننده، بخار آب توسط لیتیوم برماید غلیظ جذب شده و در قسمت مولد حرارتی، آب بر اثر حرارت تبدیل به بخار می‌شود. بخار آب در کندانسور که دارای فشار ۱/۰ اتمسفر است به حالت مایع در می‌آیدو سپس در خنک‌کننده که تحت فشار ۰٫۰۱ اتمسفر دوباره به بخار تبدیل می‌گردد و آب برای اینکه تبخیر گردد گرمای نهان خود را از محیط خنک‌کننده می‌گیرد و باعث ایجاد برودت می‌گردد سپس بخار آب ایجاد شده در خنک‌کننده به جذب‌کننده منتقل می‌گردد و دوباره این چرخه تکرار می‌شود.

### انواع چیلر جذبی

#### گروه تک اثره (Single effect)
که خود به سه دسته چیلرهای تک اثره با تغذیه بخار، تک اثره با تغذیه آب داغ (دمای بالای ۱۰۰ درجه سانتیگراد) و تک اثره با تغذیه آب گرم(دمای زیر۱۰۰ درجه سانتیگراد) تقسیم می‌شوند که نحوه کار آن‌ها مشابه بوده و همگی دارای حداقل یک مولد حرارتی می‌باشند.

#### گروه دو اثره (Double effect)
که به دو دسته دو اثره با تغذیه بخار و دو اثره با شعله مستقیم طبقه‌بندی می‌شوند. این چیلرها، جز نسل جدید چیلرهای جذبی بوده و دارای سیکل تبرید کاملتری نسبت به چیلرهای جذبی تک اثره است.

## ضریب عملکرد چیلرهای جذبی و چیلرهای تراکمی
- ضریب عملکرد چیلرهای جذبی تک اثره بین ۰٫۶ الی ۰٫۸ است.
- ضریب عملکرد چیلرهای جذبی دو اثره ۱٫۲ است.
- ضریب عملکرد چیلرهای تراکمی بین ۲ تا ۶٫۱ است.[۱۱]